# Покровська церква (Полонне)
Покровська церква —  православний храм м. Полонного Хмельницької області.

## Відомості
З історичних джерел відомо, що у 1720 році на місці теперішнього храму збудували «стару» Покровську церкву. До неї були села: Адамів, Ганнусине, Буртин, Помиставка і Дружня. Число парафіян складало 1845 осіб. У храмі служив священик Йосип Матусевич. На кошти синоду в 1904 році були побудовані службові приміщення. Окрім цього, парафія володіла своїм садом та городом. Храм був острівцем спасіння, духовно-культурним центром міста. При церкві діяла церковно-парафіяльна школа, яка розміщувалась у нинішньому приміщенні будинку пристарілих, торговий і медичний пункти.
Тепершній храм було збудовано у 1910 році поряд зі старою церквою — також дерев'яною і на кам'яному фундаменті. По штату храм обслуговували священик та диякон.
Першим священиком новозбудованого храму став протоієрей Миколай Матусевич, який прослужив тут до 1937 року, після чого був репресований та відправлений на заслання до Колими, де й помер у 1940 році. Після революційних подій 1917 року розпочались активні репресії проти духовенства та віруючих. Фактично впродовж довоєнного періоду церква знаходилась у напівлегальному становищі.
У 1924 році митрополитом Аверкієм (Кедровим) у співслужінні з іншими вікаріями Волинської єпархії було звершено архієрейську хіротонію архімандрита Максима (Руберовського), во єпископа Полонського, вікарія Волинської єпархії. Владика став справжнім стовпом православ'я, який згуртував довкола себе священиків м. Полонного і разом  ними протистояв різноманітним викликам того часу. До наших днів дійшло спільне фото архіпастиря разом з духовенством та парафіянами Покровської церкви.
Після арешту отця Миколая для храму настали нелегкі часи. Атеїстична влада закрила святиню, зруйнувала дзвіницю, а в самій церкві облаштувала зерносховище, що й послугувало до її збереження.
Після закінчення німецько-радянської війни у 1945 році у храмі поновились богослужіння. Своє служіння тут ніс протоієрей Володимир Чалюк, котрий у 1958 році був відправлений за штат (на спокій). У цей періодом храмом опікувались священики Михаїл Жалкевич та отець Андрій.
У 1961 році настоятелем храму було призначено протоієрея Валентина Давидовського. За його служіння у церкві було проведено ремонтні роботи, облаштовано Св. Престол та іконостас. Визначною подією для парафіян став приїзд у 1976 році єпископа Вінницького і Брацлавського Агафангела (нині митрополит Одеський і Ізмаїльський). Фактично із післявоєнного періоду це були чи не перші відвідини архієреєм парафії.
Після смерті отця Валентина у 1981 році, на парафію було призначено священика Миколая Бойка, котрий прослужив тут до 1983 року. На зміну отцю Миколаю, у 1983 році настоятелем храму був призначений протоієрей Феодор Нагалко. Завдяки старанням священика було розписано храм, облаштовано новий іконостас та проведено ремонтні роботи.
З 1993 року разом з отцем Феодором почав служити протоієрей Андрій Лобас, котрий після смерті отця у 2004 році став настоятелем храму. Стараннями отця Андрія був оновлений фасад храму, облаштовано при храмову територію, побудовано дзвіницю та розпочато будівництво приміщень недільної школи.
23 липня 2023 громада храма проголосувала за перехід до ПЦУ